# Љу Сјанг
Љу Сјанг (кин: 刘翔; пинјин: Liú Xiáng; рођен је 13. јула 1983. у Шангају) је кинески атлетичар. Такмичи се у дисциплини 110 метара са препонама. Освајач је златних медаља у овој дисциплини на Олимпијским играма 2004. и на Светском првенству 2007. Медаља коју је освојио 2004. у Атини је била прва златна медаља за Кину у атлетици у мушкој конкуренцији на олимпијским играма. На Светском првенству 2007. у Осаки постао је светски првак и поставио је светски рекорд у дисциплини 110 метара са препонама.